# Bruno Huber (Botaniker)
Bruno Huber (* 19. August 1899 in Hall in Tirol; † 14. Dezember 1969 in München, Deutschland) war ein österreichischer Botaniker und Hochschulprofessor. Er ist der Enkel des Historikers Alfons Huber und Großvater des deutschen Nephrologen Tobias B. Huber.

## Leben
Der Sohn eines Juristen und Enkel des Historikers Alfons Huber studierte Naturwissenschaften an den Universitäten Innsbruck und Wien. In Wien wurde er mit einer Arbeit über das Sumpf-Glanzkraut promoviert. 1925 habilitierte sich Huber an der Universität für Bodenkultur Wien im Fach Botanik. Danach ging er zunächst als Privatdozent an die Universität Greifswald. Von 1927 bis 1932 war er zunächst Privatdozent und ab 1931 außerplanmäßiger Professor an der Albert-Ludwigs-Universität Freiburg am Lehrstuhl von Friedrich Oltmanns.
1932 folgte Huber einem Ruf als ordentlicher Professor an die Universität Darmstadt, wo er auch Direktor des Botanischen Gartens war. 1934 wechselte er als Ordinarius an die Forstliche Hochschule Tharandt bei Dresden. 1946 wurde er Vorstand des Forstbotanischen Instituts der Ludwig-Maximilians-Universität München und Ordinarius für Anatomie, Physiologie und Pathologie der Pflanzen. 1964 wurde er emeritiert.

## Hauptforschungsgebiete
Bruno Huber war einer der profiliertesten Ökophysiologen seiner Zeit. Außerdem hat er auch die von Andrew Ellicott Douglass entwickelte Jahrringforschung in Deutschland und Mitteleuropa etabliert.
Auf den Gebieten der Physiologie und der Anatomie der Pflanzen gilt Huber unter anderem als Begründer der modernen Gaswechselphysiologie. Weiter hat er zahlreiche Arbeiten über den Wasserhaushalt der Pflanzen erforscht und wesentliche Beiträge zur Lösung des Problems des Wassertransports vom Boden durch den Pflanzenkörper in die Atmosphäre gelöst.
Im Jahr 1932 hat Huber mit einem Mitarbeiter erstmals eine zerstörungsfreie Messung erprobt, bei der Veränderungen im Wasserfluss durch Stängel und Stämme erfasst werden können. Mit seiner thermoelektrische Methode wird der Stamm oder Stängel einer Pflanze und damit das darin bewegte Wasser an einer bestimmten Stelle erhitzt. In einigem Abstand von der Wärmequelle stammaufwärts (also „stromabwärts“) wird ein Thermoelement in den Stamm bzw. Stängel eingeführt. Mit der Verzögerung, mit der dieses Thermoelement auf den entsprechenden Hitzeimpuls anspricht, kann dann die Geschwindigkeit des Saftstromes bestimmt werden. Je stärker eine Pflanze transpiriert, desto schneller erreicht das erhitzte Wasser die Messstelle.
Auch pflanzenanatomische Untersuchungen etwa zu Holz- und Rindenaufbau hat er unternommen.
Auf dem Gebiet der Dendrochronologie haben Huber und seine Mitarbeiter unter anderem eine Standardchronologie der Jahrringbreite für Eichen in Sachsen erarbeitet. Mit dieser konnte das mittlere Jahrringbreitenwachstum in der Zeit von 1390 bis 1670 in dieser Region belegt werden. Um 1940 hat er mit Hilfe der Dendrochronologie eine Mess- und Datierungstechnik entwickelt, mit der er die klimatischen Bedingungen der letzten Jahrtausende in Mitteleuropa systematisch ableiten konnte. Einzelne Abhandlungen veröffentlichte er u. a. in den Jahrbüchern der Deutschen Dendrologischen Gesellschaft.

## Mitgliedschaften und Ehrungen
- Ab 1962 Mitglied der Deutschen Akademie der Naturforscher Leopoldina
- Auswärtiges Mitglied der Österreichischen Akademie der Wissenschaften
- Ehrendoktor Universität für Bodenkultur Wien
- Ehrendoktor Universität Istanbul

## Schriften (Auswahl)
- Transpiration in verschiedener Stammhöhe. I. Sequoia gigantea. In: Zeitschrift für Botanik. Bd. 15, H. 9, 1923, ZDB-ID 201085-9, S. 465–501, Digitalisat.
- Beiträge zur Kenntnis der Wasserbewegung in der Pflanze. II. Die Strömungsgeschwindigkeit und Größe der Widerstände in den Leitbahnen. In: Berichte der Deutschen Botanischen Gesellschaft. Bd. 42, 1924, ISSN 0365-9631, S. 27–32.
- Die Beurteilung des Wasserhaushaltes der Pflanze. Ein Beitrag zur vergleichenden Physiologie. In: Jahrbücher für wissenschaftlichen Botanik. Bd. 64, Nr. 1, ISSN 0368-136X, 1925, S. 1–120.
- Weitere Beobachtungen über verschiedene Dürreresistenz bei Licht- und Schattenpflanzen. In: Berichte der Deutschen Botanischen Gesellschaft. Bd. 43, 1925, S. 551–559.
- Untersuchungen über die Gesetze der Porenverdunstung. In: Zeitschrift für Botanik. Bd. 23, 1930, S. 839–891.
- mit E. Schmidt: Eine Kompensationsmethode zur thermoelektrischen Messung langsamer Saftströme. In: Berichte der Deutschen Botanischen Gesellschaft. Bd. 55, 1937, S. 514–529.
- Aufbau einer mitteleuropäischen Jahrring-Chronologie. In: Mitteilungen der Hermann-Göring-Akademie der Deutschen Forstwissenschaft. Bd. 1, 1941, ZDB-ID 501356-2, S. 110–125.
- mit W. Holdheide: Jahrringchronologische Untersuchungen an Hölzern der bronzezeitlichen Wasserburg Buchau am Federsee. In: Berichte der Deutschen Botanischen Gesellschaft. Bd. 60, 1942, S. 261–283.
- Über die Sicherheit jahrringchronologischer Datierung. In: Holz als Roh- und Werkstoff. Bd. 6, Nr. 10/12, 1943, ISSN 1436-736X, S. 263–268, doi:10.1007/BF02603303.
- Versuche zur Messung des Wasserdampf- und Kohlendioxyd-Austausches über Pflanzenbeständen. In: Akademie der Wissenschaften in Wien, Mathematisch-Naturwissenschaftliche Klasse. Sitzungsberichte. Abteilung 1: Biologie, Mineralogie, Erdkunde. Bd. 155, 1947, S. 97–145.
- Die Saftströme der Pflanzen (= Verständliche Wissenschaft. Bd. 58). Springer, Berlin u. a. 1956.
- Dendrochronologie. In: Hugo Freund (Hrsg.): Handbuch der Mikroskopie in der Technik. Band 5: Mikroskopie des Holzes und des Papiers. Teilband 1: Mikroskopie des Rohholzes und der Rinden. Neuauflage. Umschau-Verlag, Frankfurt am Main 1970, S. 171–211.
- mit V. Giertz: Central European dendrochronology for the middle ages. Rainer Berger (Hrsg.): Scientific methods in medieval archaeology (= UCLA Center for Medieval and Renaissance Studies. Contributions. Vol. 4). University of California Press, Berkeley CA u. a. 1970, ISBN 0-520-01626-2, S. 201–212.